# 日高振興局
| 日高振興局 管内のデータ    |                                                   |
|                            |                                                   |
| 自治体コード               | 01600-4                                           |
| 発足                       | 2010年4月1日 （日高支庁から改組）                 |
| 面積                       | 4,811.02 km² （2024年10月1日）                    |
| 世帯数                     | 33,569世帯 （2024年1月1日 住民基本台帳）          |
| 総人口                     | 59,025人 （2025年5月31日 住民基本台帳）           |
| 隣接している 振興局管内    | 胆振総合振興局、上川総合振興局、十勝総合振興局    |
| 日高振興局（旧・日高支庁） |                                                   |
| 所在地                     | 〒057-8558 浦河郡浦河町栄丘東通56（日高合同庁舎） |
| 外部リンク                 | 日高振興局                                        |
| 表 話 編 歴                |                                                   |

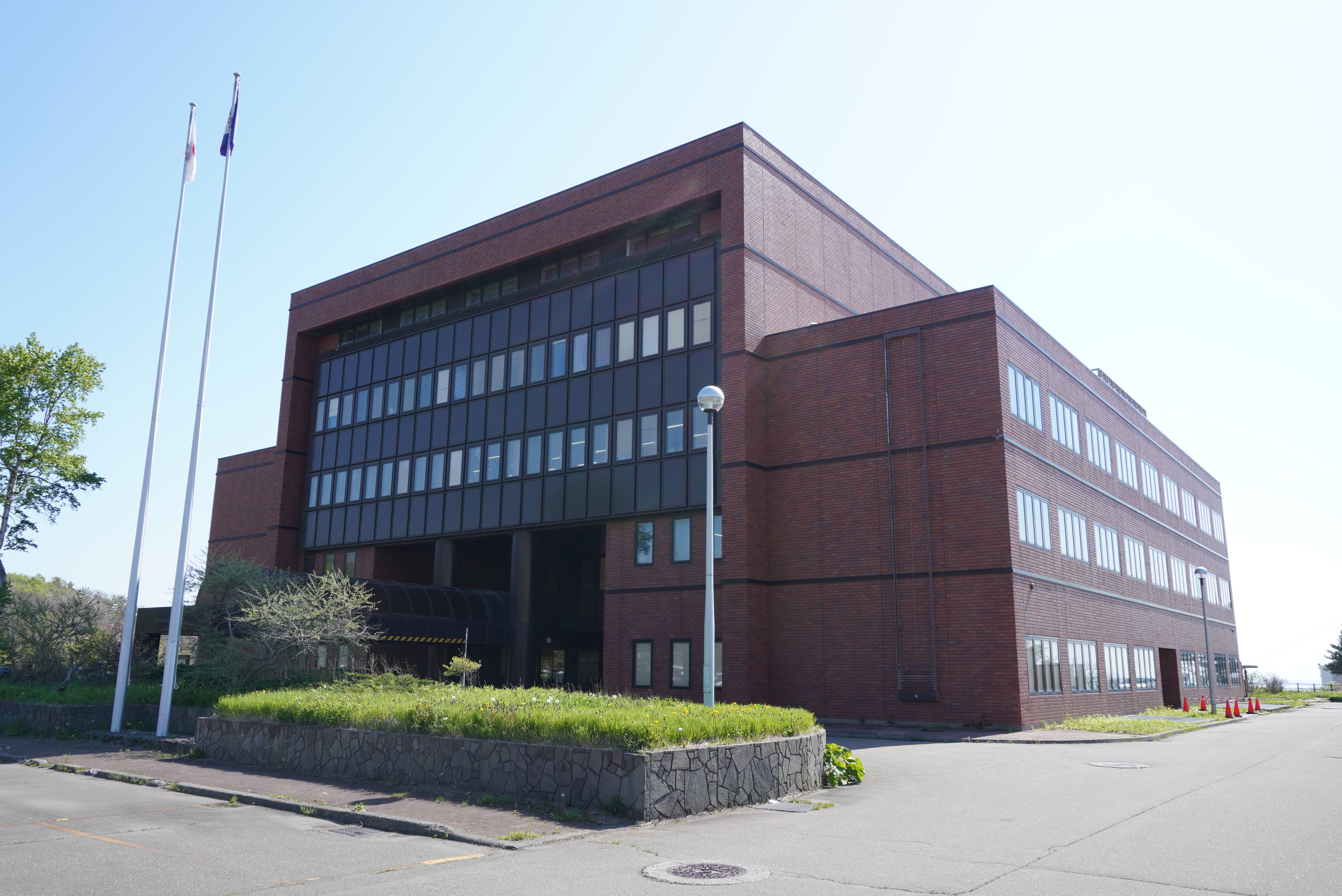
日高振興局庁舎

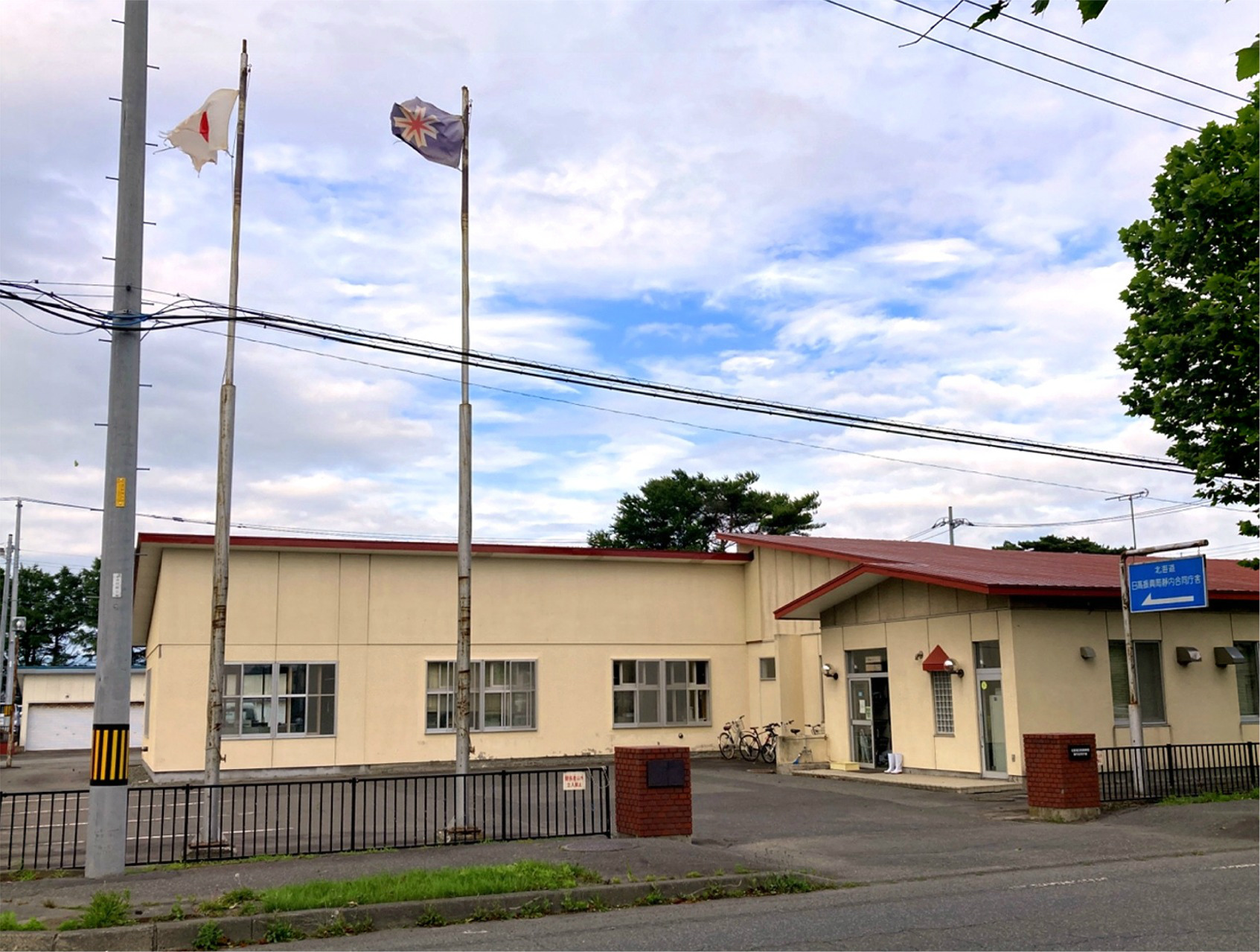
日高振興局静内総合庁舎

日高振興局（ひだかしんこうきょく）は、北海道の振興局のひとつ。振興局所在地は浦河郡浦河町。後志総合振興局、檜山振興局と並んで、「振興局所在地が『市』でない振興局」であるとともに、檜山振興局と並び、「管内に『市』を持たない振興局」である。2010年（平成22年）4月1日、日高支庁に代わって発足した。

## 歴史
- 1897年（明治30年） - 浦河支庁を設置。
- 1922年（大正11年） - 日高支庁に改称。
- 2010年（平成22年） - 日高支庁を日高振興局に改組。

## 所管
従来の日高支庁と同一である。
日高国
- 沙流郡：日高町 - 平取町
- 新冠郡：新冠町
- 日高郡：新ひだか町
- 浦河郡：浦河町
- 様似郡：様似町
- 幌泉郡：えりも町

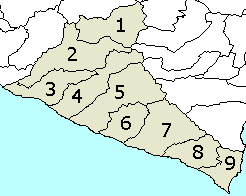
日高振興局の自治体
1,3. 日高町2. 平取町4. 新冠町5,6. 新ひだか町7. 浦河町8. 様似町9. えりも町

14支庁を9総合振興局・5振興局へ再編する北海道総合振興局設置条例では、胆振支庁より改組される日胆総合振興局（にったんそうごうしんこうきょく）の下部組織として設置される予定であったが、「格下げ」に対する反発が生じたことから2009年（平成21年）3月に条例を改正。日高を始めとする5振興局については総合振興局と同等の地位（地方自治法上の支庁）とされる一方で、「広域で所管することが望ましい業務」に関しては、隣接する胆振総合振興局が日高振興局の管内においても事務に当たることが出来るものとされた。

## 人口

### 都市雇用圏（10% 通勤圏）の変遷
以下は、日高振興局における都市雇用圏（10% 通勤圏、中心都市の DID 人口が1万人以上）の変遷である。一般的な都市圏の定義については都市圏を参照のこと。
- 10% 通勤圏に入っていない自治体は、各統計年の欄で灰色かつ「-」で示す。

| 自治体 ('80) | 1980年                | 1990年                | 1995年                | 2000年                | 2005年                | 2010年                    | 自治体 （現在） |
| ------------ | --------------------- | --------------------- | --------------------- | --------------------- | --------------------- | ------------------------- | --------------- |
| 日高町       | -                     | -                     | -                     | -                     | -                     | -                         | 日高町          |
| 門別町       | -                     | -                     | -                     | -                     | -                     | -                         | 日高町          |
| 平取町       | -                     | -                     | -                     | -                     | -                     | -                         | 平取町          |
| 新冠町       | 静内 都市圏 3万3868人 | 静内 都市圏 3万1131人 | 静内 都市圏 3万0130人 | 静内 都市圏 2万9329人 | 静内 都市圏 2万8501人 | 新ひだか 都市圏 3万1194人 | 新冠町          |
| 静内町       | 静内 都市圏 3万3868人 | 静内 都市圏 3万1131人 | 静内 都市圏 3万0130人 | 静内 都市圏 2万9329人 | 静内 都市圏 2万8501人 | 新ひだか 都市圏 3万1194人 | 新ひだか町      |
| 三石町       | -                     | -                     | -                     | -                     | -                     | 新ひだか 都市圏 3万1194人 | 新ひだか町      |
| 浦河町       | 浦河 都市圏 1万9408人 | -                     | -                     | -                     | -                     | -                         | 浦河町          |
| 様似町       | -                     | -                     | -                     | -                     | -                     | -                         | 様似町          |
| えりも町     | -                     | -                     | -                     | -                     | -                     | -                         | えりも町        |

### 人口変遷
- 近年の人口減少は著しく、管内所属の全自治体が過疎地域に指定されている。

{{{annotations}}}
| |                                            |  |
| 日高振興局と全国の年齢別人口分布（2005年） | 日高振興局の年齢・男女別人口分布（2005年） |  |
| ■紫色 ― 日高振興局 ■緑色 ― 日本全国 | ■青色 ― 男性 ■赤色 ― 女性                  |  |
| 日高振興局（に相当する地域）の人口の推移 \| 1970年（昭和45年） \| 112,175人 \| \| \| 1975年（昭和50年） \| 105,137人 \| \| \| 1980年（昭和55年） \| 103,107人 \| \| \| 1985年（昭和60年） \| 99,930人 \| \| \| 1990年（平成2年） \| 93,592人 \| \| \| 1995年（平成7年） \| 89,937人 \| \| \| 2000年（平成12年） \| 86,020人 \| \| \| 2005年（平成17年） \| 81,407人 \| \| \| 2010年（平成22年） \| 75,321人 \| \| \| 2015年（平成27年） \| 69,015人 \| \| \| 2020年（令和2年） \| 63,372人 \| \| |                                            |  |
| 総務省統計局 国勢調査より |                                            |  |
| 1970年（昭和45年） | 112,175人                                  |  |
| 1975年（昭和50年） | 105,137人                                  |  |
| 1980年（昭和55年） | 103,107人                                  |  |
| 1985年（昭和60年） | 99,930人                                   |  |
| 1990年（平成2年） | 93,592人                                   |  |
| 1995年（平成7年） | 89,937人                                   |  |
| 2000年（平成12年） | 86,020人                                   |  |
| 2005年（平成17年） | 81,407人                                   |  |
| 2010年（平成22年） | 75,321人                                   |  |
| 2015年（平成27年） | 69,015人                                   |  |
| 2020年（令和2年） | 63,372人                                   |  |

## 交通

### 鉄道
道内の振興局、総合振興局では檜山振興局・留萌振興局とともに区域内に鉄道が通っていない。過去には富内線、日高本線が通っていたがすべて廃止された。

### 路線バス
道南バス
- 高速ペガサス号（札幌駅前 - 静内 - 浦河）[1]
- 苫小牧駅 - 鵡川駅 - 門別 - 静内 [2]
- 苫小牧駅 - 鵡川駅 - 富川 - 平取
- 富川高校前 - 平取 - 振内案内所 - 日高ターミナル
- 静内 - 三石 - 浦河（日赤前または老人ホーム前）※JR北海道バス と共同運行
- 静内 - 門別 - 平取
- 新ひだか町内循環

ジェイ・アール北海道バス
- 特急とまも号(苫小牧駅 - 静内 - 三石 - 浦河 - 様似 - えりも) [3]
- 高速えりも号（札幌駅 - 静内 - 浦河 - 様似 - えりも）
- 浦河(向別) - 様似 - えりも - 広尾